# Gare de Pau
Gare de Pau vasútállomás Franciaországban, Pau településen.

## Vasútvonalak
Az állomást az alábbi vasútvonalak érintik:
- Toulouse–Bayonne-vasútvonal
- Pau–Canfranc-vasútvonal

## Kapcsolódó állomások
A vasútállomáshoz az alábbi állomások vannak a legközelebb:
- Gare de La Croix-du-Prince
- Gare d’Artix
- Gare de Coarraze - Nay
- Gare d’Assat